# Edward James Olmos
Edward James Olmos (sinh ngày 24/2/1947) là nam diễn viên, đạo diễn, sản xuất phim và nhà hoạt động xã hội người Mỹ. Ông được biết đến qua các vai như: trung úy Martin "Marty" Castillo trong Miami Vice (1984–1989) và American Me (1992, ông cũng là đạo diễn), William Adama trong Battlestar Galactica (2004–2009), giáo viên Jaime Escalante trong Stand and Deliver (1988) hay thám tử Gaff trong Blade Runner (1982) và phần tiếp theo là Blade Runner 2049 (2017). Từ năm 2018 đến năm 2022, ông tham gia sê-ri phim  Mayans MC (đài FX).
Với vai diễn trong Miami Vice, Olmos thắng một giải Primetime Emmy năm 1985 cho "Nam phụ nổi bật trong sê-ri chính kịch" và một giải Quả cầu vàng cho "Nam phụ phim truyền hình xuất sắc nhất".

## Thời thơ ấu
Olmos sinh ra và lớn lên tại East Los Angeles, California. Mẹ là Eleanor (nhũ danh Huizar), cha là Pedro Olmos. Cha ông là người Mexico nhập cư vào bang California năm 1945 còn mẹ ông cũng là người Mỹ gốc Mexico, cả hai ly hôn khi ông được bảy tuổi. Khoảng thời gian này, ông chủ yếu sống ở nhà của cụ. Từ nhỏ Olmos đã muốn trở thành một cầu thủ bóng chày, năm 13 tuổi, ông gia nhập đội trẻ tiềm năng của câu lạc bộ Los Angeles Dodgers. Tuy vậy, tới năm 15 tuổi ông bỏ chơi bóng và tham gia vào một ban nhạc rock and roll, sự thay đổi này đã gây ra bất đồng giữa ông và cha của mình khi đó.
Năm 1964, Olmos tốt nghiệp trường Trung học Montebello (Montebello High School). Những năm niên thiếu, ông là ca sĩ chính cho ban nhạc tự lập tên là Pacific Ocean, thường biểu diễn ở các câu lạc bộ quanh thành phố Los Angeles. Ban nhạc phát hành một bài hát duy nhất là "Purgatory" năm 1968. Cũng vào khoảng thời gian này, ông theo học một số khóa diễn xuất ở Đại học East Los Angeles.